# إريك نيلسون (لاعب كرة قدم)
إريك نيلسون (بالسويدية: Erik Nilsson)‏ (30 يوليو 1989 بالسويد - ) هو لاعب كرة قدم سويدي في مركز الوسط. شارك مع منتخب السويد تحت 17 سنة لكرة القدم ومنتخب السويد تحت 19 سنة لكرة القدم ومنتخب السويد تحت 21 سنة لكرة القدم. أما مع النوادي، فقد لعب مع نادي أوربرو ونادي براغي ونادي ليونغسكايل ونادي ديجرفورس وÖrebro SK Ungdom ‏.

## وصلات خارجية
- إريك نيلسون على موقع اتحاد السويد (السويدية)
- إريك نيلسون على موقع قاعدة بيانات كرة القدم.إي يو (الإنجليزية)
- إريك نيلسون على موقع Soccerway.com (الإنجليزية)